# 溫金榮
溫金榮（1973年8月—）中華人民共和國政治人物，廣東五華人，长期任职于广东省，曾任惠州市委副书记，市政府市长、党组书记等职务，现任中共济宁市委书记。

## 生平
溫金榮1996年6月加入中国共产党，1996年7月參加工作。1992年9月進入北京大学经济学院學習，成爲李克強、胡春華、李源潮等同僚的師弟。曾於廣東省政法系統、廣東省政法委、廣東省社會工作委員會、廣東省農墾集團等地方工作。2020年5月履新潮州市，擔任潮州市委常委，市政府黨組副書記、常務副市長。2021年10月履新惠州市，擔任中共惠州市委副书记，市政府党组书记、副市长、代理市长。2021年11月正式擔任市長。2024年10月，温金荣赴山东省任职，接替已经升任山西省人民政府副省长的林红玉，出任中共济宁市委书记。

## 外部鏈接
- 温金荣个人简历 （页面存档备份，存于）

| 中国共产党职务         | 中国共产党职务                                                   | 中国共产党职务 |
| ---------------------- | ---------------------------------------------------------------- | -------------- |
| 前任： 林红玉          | 中国共产党济宁市委员会书记 2024年10月—                           | 現任           |
| 中華人民共和國政府职务 |                                                                  |                |
| 前任： 劉吉            | 惠州市人民政府市長 2021年11月-2024年10月 （2021年10月-11月代理） | 繼任： 陈宇航  |